# Johan Sterner Olsson
Olof Johan Sterner Olsson, född 5 januari 1929 i Fisketången, Kungshamns socken, död 2015, var en svensk målare. 
Han var son till skepparen Johan Patrik Olsson och Ida Kornelia Johansson. Olsson studerade konst vid Hovedskous målarskola i Göteborg. Tillsammans med Ebba-Lisa Brange och Morgan Nicklasson ställde han ut i Borlänge 1955 och han medverkade i Göteborgs konstförenings samlingsutställningar Januarisalongen och Decembersalongen. Hans konst består av figurer och landskap utförda i olja. 